# Muhammad al-Badr
Muhammad Al-Badr (født 15. februar 1926, død 6. august 1996) var den sidste konge i Kongeriget Yemen (senere kaldet Nordyemen) og leder af monarkisterne under Borgerkrigen i Nordyemen (1962–1970). Hans fulde navn var Al-Mansur Bi'llah Muhammad Al-Badr bin Al-Nasir-li-dinu'llah Ahmad.

## Biografi
Muhammad al-Badr blev født i 1926 som den ældste søn af Ahmad bin Yahya, som var konge af Yemen fra 1948 til sin død 19. september 1962. Efter faderens død blev Muhammad al-Badr blev udnævnt til imam og konge. Men allerede 26. september 1962 begyndte et militærkup ledet af Abdullah al-Sallal som afsatte kongen og udnævnte Yemen til en republik. Muhammad al-Badr flygtede til den nordlige del af Nordyemen hvor han samlede opbakning fra stammer i kampen mod Sallal, hvilket startede den 8 år lange blodige borgerkrig i Nordyemen. I borgerkrigens første år opholdt han sig forskellige i de nordlige områder af Nordyemen. Fra 1967 til borgerkrigens slutning opholdt han sig i Saudi-Arabien. Efter krigens afslutning og Saudi-Arabiens anerkendelse af det nye regime i Nordyemen, flyttede han til England. Han døde i 1996 i London og er begravet på Brookwood Kirkegård.